# Kościół św. Jakuba Apostoła w Uniecku
Kościół św. Jakuba Apostoła w Uniecku – rzymskokatolicki kościół parafialny zlokalizowany w miejscowości Unieck (powiat płoński w województwie mazowieckim). Funkcjonuje przy nim parafia św. Jakuba Apostoła w diecezji płockiej. 25 czerwca 1998 został wpisany do rejestru zabytków pod numerem 419 A-328.

## Historia

### Pierwszy kościół
Parafia we wsi wspominana jest w XIII wieku, natomiast pierwszą świątynię wzniesiono tutaj w drugiej połowie XIV wieku (pierwsza wzmianka z 1380). Z zapisu z 1507 wynika, że był to budynek obszerny budynek z drewna posiadający dwie boczne kaplice i pięć ołtarzy, przy czym w głównym stały figury Matki Bożej i Apostołów. Boczny ołtarz zadedykowano św. Stanisławowi, zlokalizowane w kaplicach św. Annie, św. Mikołajowi i jeszcze raz Matce Bożej.

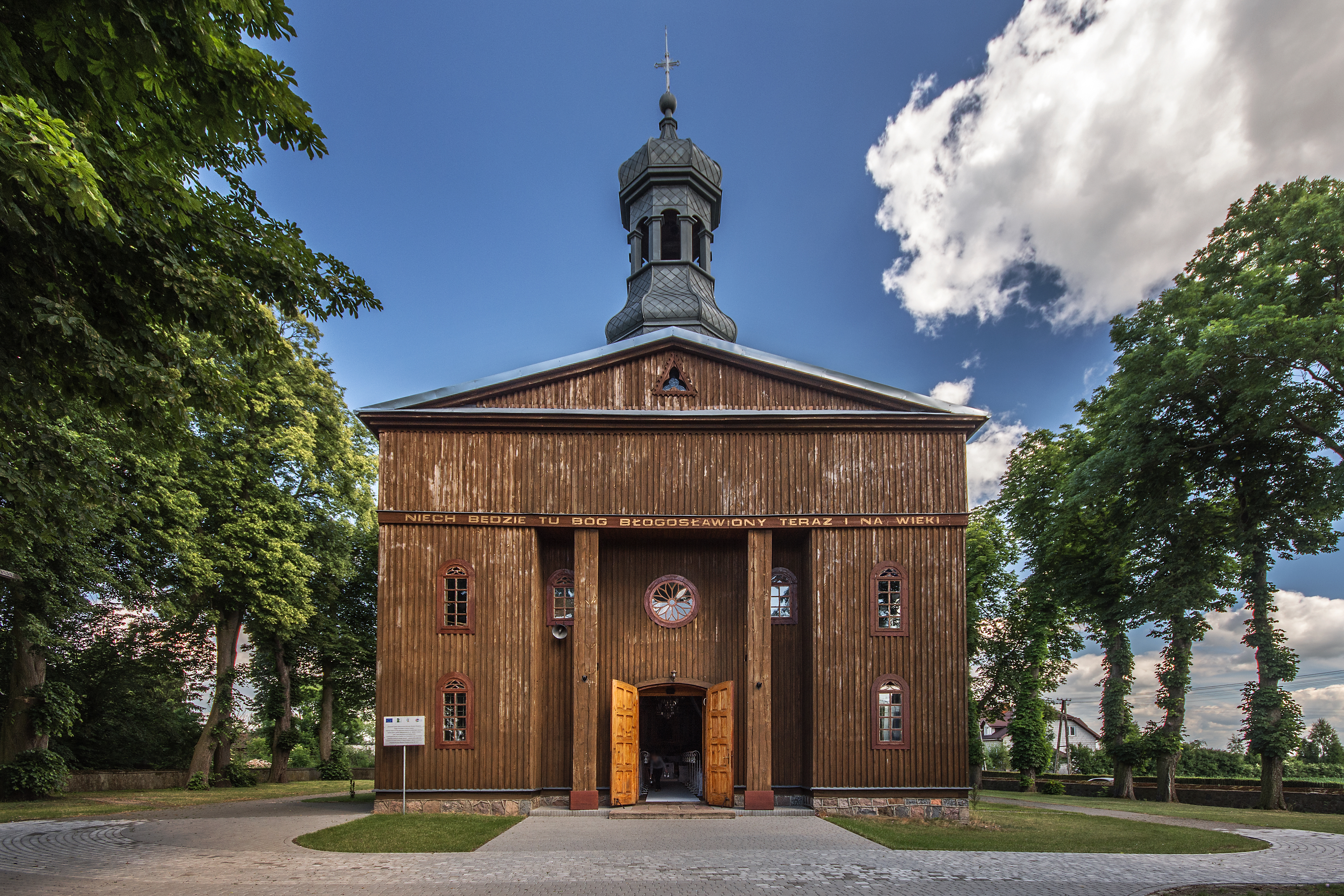
Elewacja wejściowa

### Drugi kościół i kaplice
Nową, również drewnianą świątynie zbudowano w 1750 z fundacji kasztelana sierpeckiego, Waleriana Wessela, do którego należała wieś. Miała ona dwie wieże i trzy ołtarze, w tym główny (maryjny) z poprzedniego kościoła, który słynął łaskami od 1688. Cuda te nie były urzędownie roztrząśnione, zaświadczają tylko o nich pisma Imć ks. Tomasza Jana Grzybowskiego, dziekana raciążskiego, plebana ówczas unieckiego, ręką jego i innych ludzi zacnego urodzenia podpisane. Świątynia ta została zniszczona przez pożar w 1806. Na jego miejscu powstała prowizoryczna kaplica. Była ona remontowana w 1840, ale w 1853 powaliła ją wichura, w związku z czym zbudowano kolejną kaplicę.

### Trzeci kościół
Obiekt obecny (także drewniany) wzniesiono w 1871 z inicjatywy księdza Ludwika Pajęckiego. Konsekrował go biskup Henryk Piotr Kossowski 5 września 1886. W 1945 oraz 1950 został uszkodzony.
Podczas okupacji niemieckiej (7 kwietnia 1940) lokalnego wikariusza, Józefa Szuleckiego aresztowali Niemcy. Więzili go w Działdowie (obóz Soldau) oraz w KL Dachau.
Generalnego remontu kościoła dokonano w latach 1989-1993 z inicjatywy księdza Tadeusza Zająca przy wsparciu parafian. W latach 2013–2014 prowadzono kolejny remont, m.in. dachu i wieży. W 2018 postawiono przed wejściem figurę bł. Jerzego Popiełuszki.

## Architektura i wyposażenie
Drewniany, klasycystyczny kościół jest jednonawowy. 
Ołtarz główny zawiera obraz Matki Bożej Częstochowskiej oraz św. Jakuba Starszego (po 1870). Autorem drugiego płótna był Kazimierz Łapczyński. W ołtarzach bocznych wiszą wizerunki św. Jana Pawła II i św. Faustyny Kowalskiej. Na wyposażeniu świątyni pozostają również XVIII-wieczne obrazy barokowe, które odnawiano w 1962 (Komunia św. Onufrego i Złożenie do grobu). Kropielnica granitowa pochodzi z 1869. 
Muzeum Diecezjalne w Płocku posiada w swoim depozycie figurę Madonny Unieckiej, wyrzeźbioną w początku XV wieku.
Organy są dziewięciogłosowe o trakturze mechanicznej (1879). Zbudowało je przedsiębiorstwo Wacława Przybyłowicza (Warszawa). W 1909 modyfikował je Władysław Koźmiński.

## Otoczenie
Kościołowi towarzyszy drewniana dzwonnica z XIX wieku, jak również przykościelny cmentarz.

## Galeria

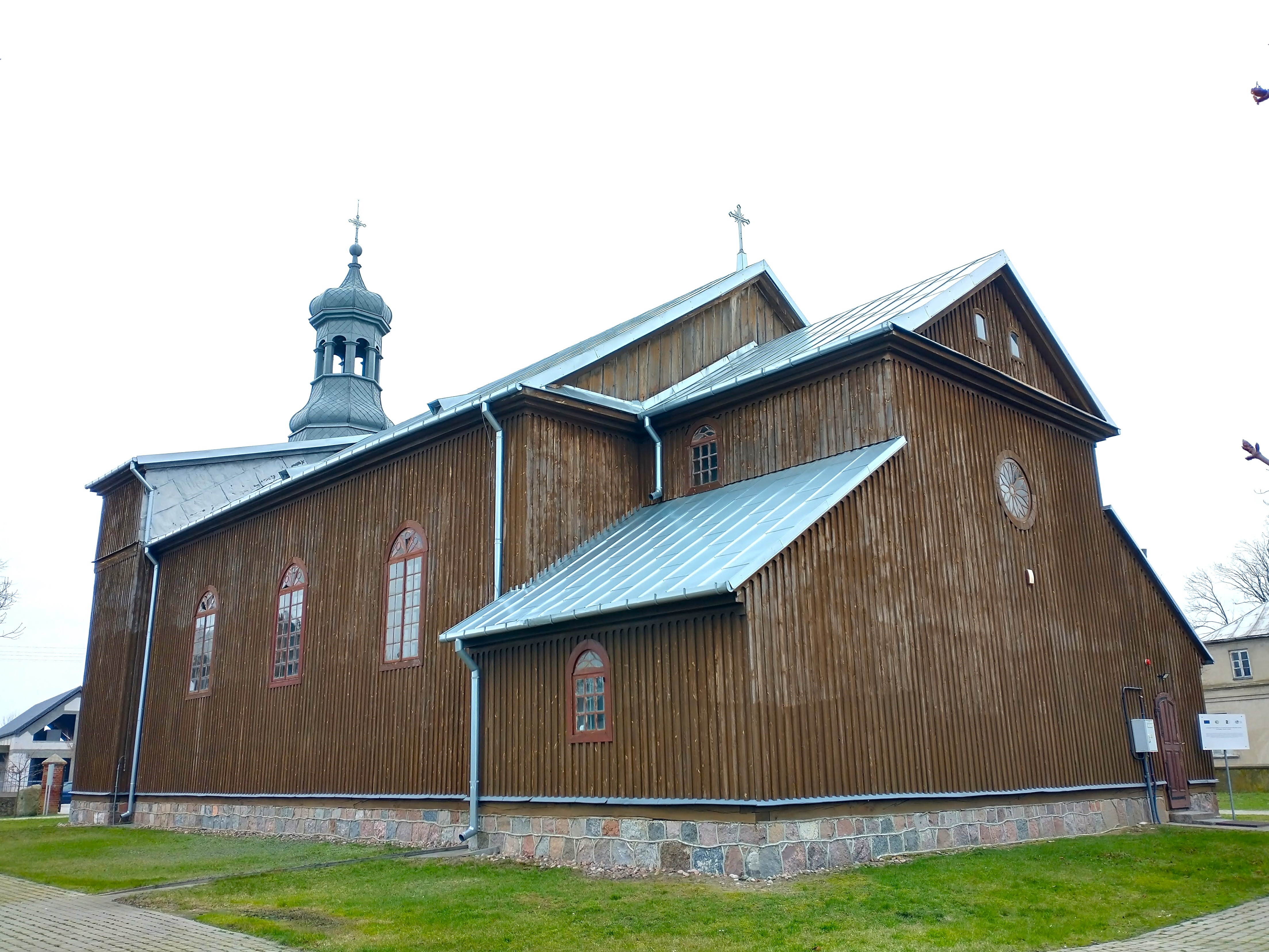
Widok od prezbiterium
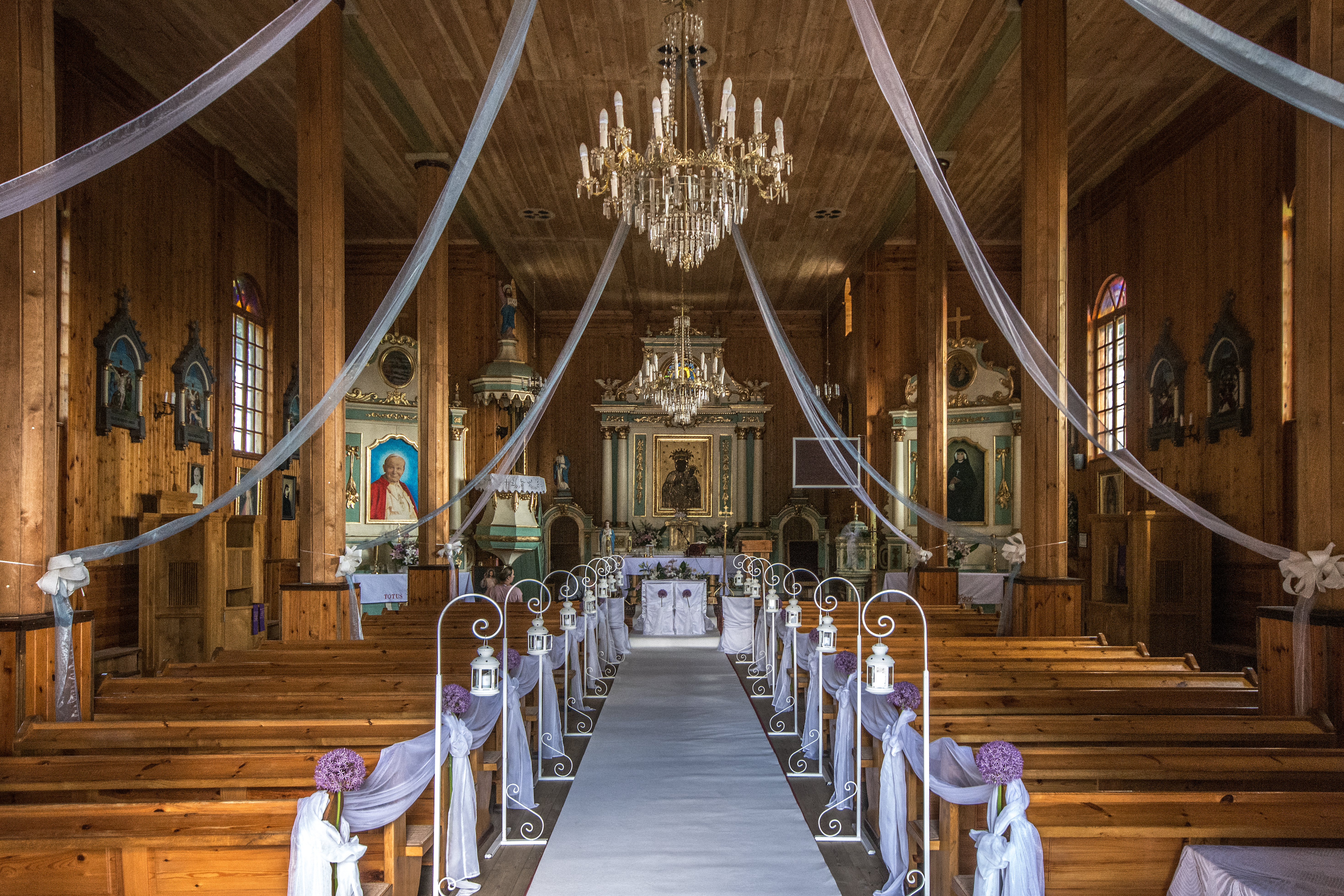
Wnętrze
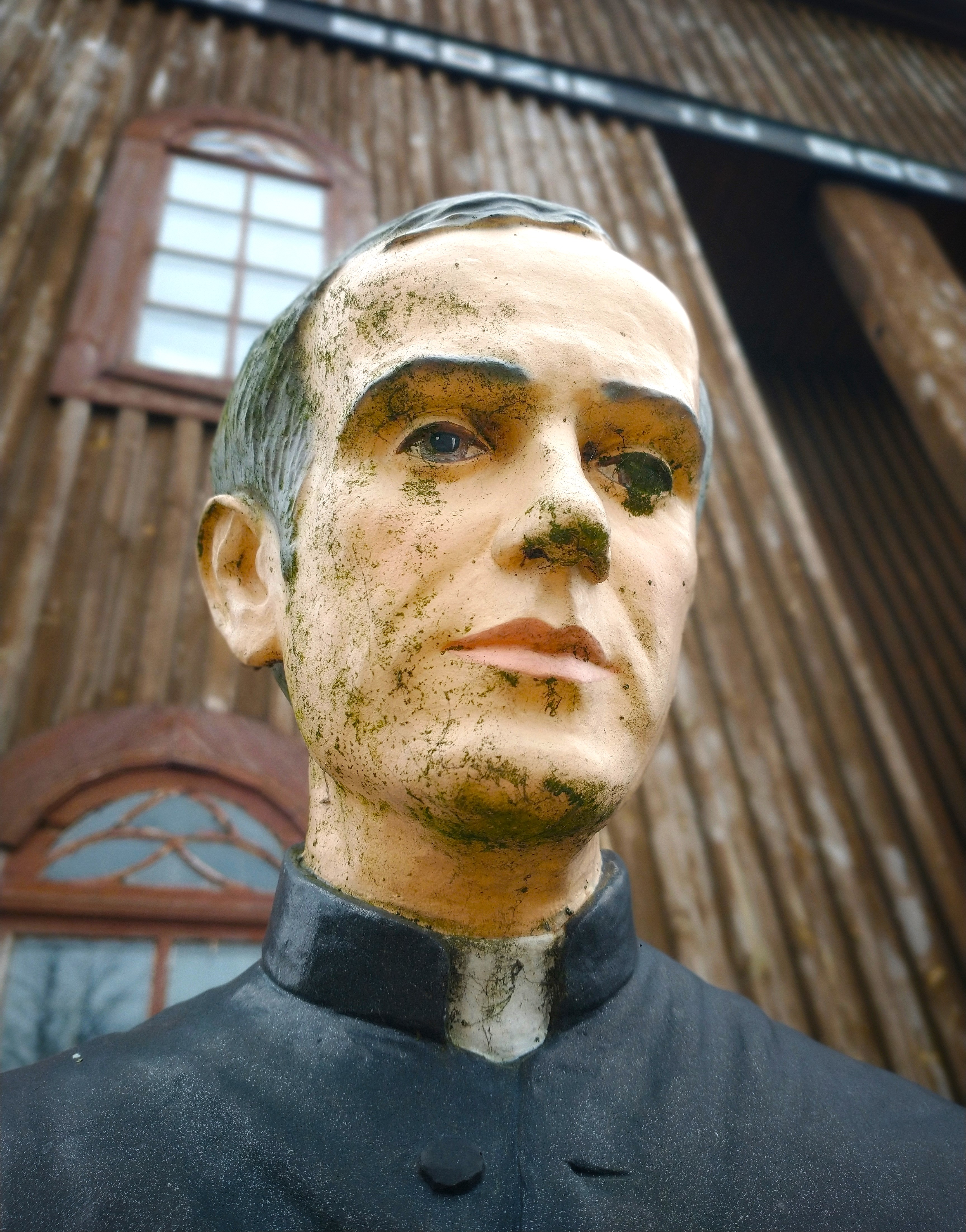
Pomnik bł. ks. Popiełuszki